# Campionati italiani di ciclocross
I Campionati italiani di ciclocross sono la manifestazione ciclocrossistica annuale che assegna il titolo di Campione d'Italia. I vincitori hanno il diritto di indossare per un anno la maglia tricolore di campione italiano nelle gare di specialità.
Vengono assegnati titoli per le categorie Elite, Under-23 e Juniores uomini, Elite, Under-23 e Juniores donne.

## Albo d'oro

### Uomini Elite
Aggiornato all'edizione 2024.
| Anno | Vincitore             | Secondo               | Terzo                  |
| ---- | --------------------- | --------------------- | ---------------------- |
| 1930 | Armando Zucchini      | Antonio Castellari    | Guido Albanelli        |
| 1931 | Antonio Castellari    | Elio Zanasi           | Guido Albanelli        |
| 1932 | Luigi Ferrando        | Secondo Fiorini       | Silvio Scurati         |
| 1933 | Armando Zucchini      | Marco Cimatti         | Armando Lolli          |
| 1934 | Severino Canavesi     | Luigi Macchi          | Marco Cimatti          |
| 1935 | Luigi Ferrando        | Pasquale Di Cesare    | Onorato Lolli          |
| 1936 | Luigi Ferrando        | Antonio Ramberti      | Donato Papini          |
| 1937 | Bernardo Rogora       | Luigi Ferrando        | Giovanni Bazzo         |
| 1938 | Luigi Ferrando        | Carlo Ferrando        | Carlo Bobola           |
| 1939 | Luigi Ferrando        | Francesco Prina       | Remo Bertoni           |
| 1940 | non disputato         |                       |                        |
| 1941 | Sergio Lampitelli     | Dino Santoni          | Luigi Valotti          |
| 1942 | Mario Gentili         | Antonio Covolo        | Pietro Chiappini       |
| 1943 | Pietro Fulcheri       | Angelo Spinelli       | Raffaele Abate         |
| 1944 | Valerio Berteotti     | Valeriano Zanazzi     | Icilio Egidio Chinetti |
| 1945 | non disputato         |                       |                        |
| 1946 | Francesco Prina       | Raffaele Abate        | Secondo Boldo          |
| 1947 | Raffaele Abate        | Antonio Covolo        | Francesco Prina        |
| 1948 | Francesco Prina       | Erminio Cova          | Loris Zanotti          |
| 1949 | Sergio Toigo          | Loris Zanotti         | Francesco Prina        |
| 1950 | Sergio Toigo          | Loris Zanotti         | Luigi Malabrocca       |
| 1951 | Luigi Malabrocca      | Graziano Pertusi      | Sergio Toigo           |
| 1952 | Graziano Pertusi      | Sergio Toigo          | Giovanni Romana        |
| 1953 | Luigi Malabrocca      | Dante Benvenuti       | Giovanni Romana        |
| 1954 | Graziano Pertusi      | Mario Rossi           | Luigi Malabrocca       |
| 1955 | Mario Rossi           | Americo Severini      | Giovanni Picasso       |
| 1956 | Americo Severini      | Dante Benvenuti       | Mario Rossi            |
| 1957 | Romano Ferri          | Graziano Pertusi      | Mario Rossi            |
| 1958 | Graziano Pertusi      | Renato Longo          | Romano Ferri           |
| 1959 | Renato Longo          | Italo Guerciotti      | Graziano Pertusi       |
| 1960 | Renato Longo          | Americo Severini      | Graziano Pertusi       |
| 1961 | Americo Severini      | Renato Longo          | Romano Ferri           |
| 1962 | Renato Longo          | Romano Ferri          | Giuseppe Zorzi         |
| 1963 | Americo Severini      | Renato Longo          | Romano Ferri           |
| 1964 | Renato Longo          | Americo Severini      | Walter Martin          |
| 1965 | Renato Longo          | Americo Severini      | Domenico Garbelli      |
| 1966 | Renato Longo          | Americo Severini      | Domenico Garbelli      |
| 1967 | Renato Longo          | Enrico Sfolcini       | Franco Livian          |
| 1968 | Renato Longo          | Giovanni Bettinelli   | Luigi Torresani        |
| 1969 | Renato Longo          | Luciano Luciani       | Franco Livian          |
| 1970 | Renato Longo          | Luigi Torresani       | Michele Potenza        |
| 1971 | Renato Longo          | Franco Livian         | Enrico Sfolcini        |
| 1972 | Renato Longo          | Franco Vagneur        | Lucio Colzani          |
| 1973 | Franco Livian         | Mario Uboldi          | Dante Signorini        |
| 1974 | non disputato         |                       |                        |
| 1975 | Wladimiro Panizza     | Italo Guerciotti      |                        |
| 1976 | Wladimiro Panizza     | Arturo Pecchielan     |                        |
| 1977 | Franco Bitossi        |                       |                        |
| 1978 | Franco Bitossi        |                       |                        |
| 1979 | Antonio Saronni       | Vito De Capitani      | Claudio Fasolo         |
| 1980 | Antonio Saronni       |                       |                        |
| 1981 | Ottavio Paccagnella   | Antonio Saronni       | Claudio Fasolo         |
| 1982 | Antonio Saronni       | Claudio Fasolo        | Franco Vagneur         |
| 1983 | Antonio Saronni       | Giuseppe Fatato       | Michele de Totto       |
| 1984 | Ottavio Paccagnella   | Antonio Saronni       | Claudio Fasolo         |
| 1985 | Ottavio Paccagnella   | Claudio Fasolo        | Antonio Saronni        |
| 1986 | Ottavio Paccagnella   | Claudio Fasolo        | Antonio Saronni        |
| 1987 | Ottavio Paccagnella   | Antonio Saronni       | Maurizio Vandelli      |
| 1988 | Ottavio Paccagnella   | Antonio Saronni       | Maurizio Vandelli      |
| 1989 | Claudio Vandelli      | Maurizio Vandelli     | Sandro Bono            |
| 1990 | Fabrizio Margon       | Ottavio Paccagnella   | Sandro Bono            |
| 1991 | Fabrizio Margon       | Claudio Chiappucci    | Maurizio Vandelli      |
| 1992 | Fabrizio Margon       | Sandro Bono           | Gianluca Pierobon      |
| 1993 | Fabrizio Margon       | Daniele Pontoni       | Luca Bramati           |
| 1994 | Daniele Pontoni       | Fabrizio Margon       | Alessandro Fontana     |
| 1995 | Daniele Pontoni       | Luca Bramati          | Gabriele Bilato        |
| 1996 | Daniele Pontoni       | Luca Bramati          | Claudio Vandelli       |
| 1997 | Daniele Pontoni       | Luca Bramati          | Dario David Cioni      |
| 1998 | Fausto Scotti         | Davide Bertoni        | Massimo Sargenti       |
| 1999 | Daniele Pontoni       | Luca Bramati          | Massimo Sargenti       |
| 2000 | Daniele Pontoni       | Massimo Sargenti      | Alessandro Fontana     |
| 2001 | Daniele Pontoni       | Luca Bramati          | Enrico Franzoi         |
| 2002 | Daniele Pontoni       | Enrico Franzoi        | Valeriano Vandelli     |
| 2003 | Daniele Pontoni       | Luca Bramati          | Stefano Toffoletti     |
| 2004 | Daniele Pontoni       | Enrico Franzoi        | Alessandro Fontana     |
| 2005 | Enrico Franzoi        | Marco Bianco          | Derik Zampedri         |
| 2006 | Enrico Franzoi        | Marco Bianco          | Roberto Petito         |
| 2007 | Enrico Franzoi        | Marco Aurelio Fontana | Rafael Visinelli       |
| 2008 | Marco Aurelio Fontana | Cristian Cominelli    | Marco Ponta            |
| 2009 | Enrico Franzoi        | Marco Aurelio Fontana | Marco Bianco           |
| 2010 | Marco Aurelio Fontana | Enrico Franzoi        | Marco Bianco           |
| 2011 | Marco Aurelio Fontana | Marco Bianco          | Fabio Ursi             |
| 2012 | Marco Aurelio Fontana | Marco Bianco          | Cristian Cominelli     |
| 2013 | Marco Aurelio Fontana | Enrico Franzoi        | Mirko Tabacchi         |
| 2014 | Marco Aurelio Fontana | Enrico Franzoi        | Elia Silvestri         |
| 2015 | Marco Aurelio Fontana | Bryan Falaschi        | Luca Braidot           |
| 2016 | Gioele Bertolini      | Enrico Franzoi        | Cristian Cominelli     |
| 2017 | Gioele Bertolini      | Marco Aurelio Fontana | Luca Braidot           |
| 2018 | Luca Braidot          | Daniele Braidot       | Marco Aurelio Fontana  |
| 2019 | Gioele Bertolini      | Luca Braidot          | Daniele Braidot        |
| 2020 | Jakob Dorigoni        | Gioele Bertolini      | Nicolas Samparisi      |
| 2021 | Gioele Bertolini      | Jakob Dorigoni        | Cristian Cominelli     |
| 2022 | Jakob Dorigoni        | Filippo Fontana       | Nicola Samparisi       |
| 2023 | Filippo Fontana       | Davide Toneatti       | Jakob Dorigoni         |
| 2024 | Filippo Fontana       | Jakob Dorigoni        | Gioele Bertolini       |

### Donne Elite
Aggiornato all'edizione 2024.
| Anno | Vincitore            | Secondo               | Terzo                 |
| ---- | -------------------- | --------------------- | --------------------- |
| 1996 | Maria Paola Turcutto | Annabella Stropparo   | Lucia Pizzolotto      |
| 1997 | Maria Paola Turcutto | Annabella Stropparo   | Lucia Pizzolotto      |
| 1998 | Annabella Stropparo  | Lucia Pizzolotto      | Monica Squarcina      |
| 1999 | Annabella Stropparo  | Lucia Pizzolotto      | Elisa Balduzzi        |
| 2000 | Annabella Stropparo  | Maria Paola Turcutto  | Veronica Sala         |
| 2001 | Annabella Stropparo  | Veronica Sala         | Maria Paola Turcutto  |
| 2002 | Maria Paola Turcutto | Vania Rossi           | Simonetta Marone      |
| 2003 | Annabella Stropparo  | Maria Paola Turcutto  | Paola Bortolin        |
| 2004 | Annabella Stropparo  | Paola Bortolin        | Claudia Marsilio      |
| 2005 | Annabella Stropparo  | Paola Bortolin        | Claudia Marsilio      |
| 2006 | Annabella Stropparo  | Claudia Marsilio      | Monica Brunati        |
| 2007 | Vania Rossi          | Milena Cavani         | Francesca Cucciniello |
| 2008 | Vania Rossi          | Annabella Stropparo   | Daniela Bresciani     |
| 2009 | Eva Lechner          | Daniela Bresciani     | Milena Cavani         |
| 2010 | Eva Lechner          | Vania Rossi           | Evelyn Staffler       |
| 2011 | Vania Rossi          | Francesca Cucciniello | Eva Lechner           |
| 2012 | Eva Lechner          | Vania Rossi           | Francesca Cucciniello |
| 2013 | Eva Lechner          | Vania Rossi           | Valentina Scandolara  |
| 2014 | Eva Lechner          | Nicoletta Bresciani   | Roberta Gasparini     |
| 2015 | Eva Lechner          | Anna Oberparleiter    | Elena Valentini       |
| 2016 | Eva Lechner          | Anna Oberparleiter    | Alessia Bulleri       |
| 2017 | Eva Lechner          | Alice Maria Arzuffi   | Alessia Bulleri       |
| 2018 | Eva Lechner          | Alice Maria Arzuffi   | Alessia Bulleri       |
| 2019 | Eva Lechner          | Alice Maria Arzuffi   | Chiara Teocchi        |
| 2020 | Eva Lechner          | Alice Maria Arzuffi   | Alessia Bulleri       |
| 2021 | Alice Maria Arzuffi  | Chiara Teocchi        | Eva Lechner           |
| 2022 | Silvia Persico       | Eva Lechner           | Sara Casasola         |
| 2023 | Silvia Persico       | Rebecca Gariboldi     | Francesca Baroni      |
| 2024 | Sara Casasola        | Letizia Borghesi      | Rebecca Gariboldi     |

### Uomini Under-23
Aggiornato all'edizione 2024.
| Anno | Vincitore             | Secondo               | Terzo                 |
| ---- | --------------------- | --------------------- | --------------------- |
| 1997 | Jader Zoli            | Elvis Zucchi          | Fabrizio Dall'Oste    |
| 1998 | Fabrizio Dall'Oste    | Igor Tavella          | Valeriano Vandelli    |
| 1999 | Valeriano Vandelli    | Francesco Case        | Angelo Cubello        |
| 2000 | Stefano Toffoletti    | Michele Sbetta        | Valeriano Vandelli    |
| 2001 | Enrico Franzoi        | Stefano Toffoletti    | Francesco Case        |
| 2002 | Enrico Franzoi        | Alex Flavio Longhi    | Marco Bianco          |
| 2003 | Enrico Franzoi        | Alex Flavio Longhi    | Marco Bianco          |
| 2004 | Enrico Franzoi        | Derik Zampedri        | Marco Aurelio Fontana |
| 2005 | Derik Zampedri        | Marco Aurelio Fontana | Luca Damiani          |
| 2006 | Marco Aurelio Fontana | Rafael Visinelli      | Luca Damiani          |
| 2007 | Rafael Visinelli      | Cristian Cominelli    | Davide Malacarne      |
| 2008 | Cristian Cominelli    | Marco Ponta           | Fabio Ursi            |
| 2009 | Cristian Cominelli    | Matteo Trentin        | Roberto De Patre      |
| 2010 | Cristian Cominelli    | Bryan Falaschi        | Matteo Trentin        |
| 2011 | Elia Silvestri        | Luca Braidot          | Matteo Trentin        |
| 2012 | Elia Silvestri        | Daniele Braidot       | Luca Braidot          |
| 2013 | Bryan Falaschi        | Daniele Braidot       | Nicolas Samparisi     |
| 2014 | Gioele Bertolini      | Nicolas Samparisi     | Lorenzo Samparisi     |
| 2015 | Nadir Colledani       | Luca De Nicola        | Manuel Todaro         |
| 2016 | Nadir Colledani       | Stefano Sala          | Daniel Smarzaro       |
| 2017 | Jakob Dorigoni        | Daniel Smarzaro       | Nadir Colledani       |
| 2018 | Jakob Dorigoni        | Stefano Sala          | Daniel Smarzaro       |
| 2019 | Jakob Dorigoni        | Stefano Sala          | Antonio Folcarelli    |
| 2020 | Antonio Folcarelli    | Davide Toneatti       | Marco Pavan           |
| 2021 | Filippo Fontana       | Marco Pavan           | Davide Toneatti       |
| 2022 | Davide Toneatti       | Samuele Leoni         | Marco Pavan           |
| 2023 | Filippo Agostinacchio |                       |                       |
| 2024 | Filippo Agostinacchio | Enrico Barazzuol      | Cristian Calligaro    |

### Donne Under-23
Aggiornato all'edizione 2022.
| Anno | Vincitore            | Secondo               | Terzo                |
| ---- | -------------------- | --------------------- | -------------------- |
| 2005 | Vania Rossi          | Francesca Cucciniello | Nicoletta Bresciani  |
| 2006 | Elisabetta Borgia    | Veronica Alessio      | Nicoletta Bresciani  |
| 2007 | Elisabetta Borgia    | Veronica Alessio      | Nicoletta Bresciani  |
| 2008 | Nicoletta Bresciani  | Veronica Alessio      | Valeria Tagliabue    |
| 2009 | Veronica Alessio     | Elisabetta Borgia     | Stefania Vecchio     |
| 2010 | Stefania Vecchio     | Isabella Arman        | Martina Giovanniello |
| 2011 | Elena Valentini      | Stefania Vecchio      | Francesca Cauz       |
| 2012 | Valentina Scandolara | Anna Oberparleiter    | Lisa Rabensteiner    |
| 2013 | Alice Maria Arzuffi  | Elena Valentini       | Francesca Cauz       |
| 2014 | Alice Maria Arzuffi  | Elena Valentini       | Francesca Cauz       |
| 2015 | Alice Maria Arzuffi  | Chiara Teocchi        | Alessia Bulleri      |
| 2016 | Alice Maria Arzuffi  | Chiara Teocchi        | Rebecca Gariboldi    |
| 2017 | Chiara Teocchi       | Silvia Persico        | Rebecca Gariboldi    |
| 2018 | Chiara Teocchi       | Francesca Baroni      | Silvia Persico       |
| 2019 | Sara Casasola        | Silvia Persico        | Francesca Baroni     |
| 2020 | Francesca Baroni     | Sara Casasola         | Gaia Realini         |
| 2021 | Francesca Baroni     | Gaia Realini          | Sara Casasola        |
| 2022 | Gaia Realini         | Nicole Pesse          | Nicole Fede          |